# División civil menor
Una división civil menor (en inglés: Minor civil división, MCD) es un término utilizado por la Oficina del Censo de los Estados Unidos para las divisiones gubernamentales o administrativas primarias de un condado, generalmente un gobierno municipal como una ciudad, pueblo o municipio civil. La Oficina del Censo utiliza los MCD con fines estadísticos y no representan necesariamente la forma principal de gobierno local. Van desde áreas geográficas no gubernamentales hasta municipios con poderes de autogobierno. Algunos estados con grandes áreas no incorporadas otorgan poderes sustanciales a los condados; otros tienen entidades incorporadas más pequeñas o más grandes con poderes gubernamentales menores que el nivel de MCD elegido por el censo.
A partir de 2010, existen divisiones en varios estados, incluido el distrito de Columbia y Puerto Rico. En todos los demás donde las entidades definidas por el estado no se utilizan para fines censales (principalmente en el Sur y el Oeste), la Oficina del Censo designa las Divisiones del Condado del Censo (CCD). Para varios censos decenales anteriores al censo de 2010, 28 estados usaron MCD, pero en 2008, Tennessee cambió de CCD a MCD, lo que elevó el número total de estados de MCD a 29.